# Тодор Андрейков
Тодор Димитров Андрейков е български кинокритик, режисьор и сценарист.

## Биография
Роден е в село Големаново на 4 август 1933 г. През 1955 г. завършва театрознание във ВИТИЗ „Кръстю Сарафов“.
В периода 1956 – 1959 г. е изкуствовед в Българска кинематография. Между 1976 и 1981 г. е директор на Българската национална филмотека (БНФ). В отделни периоди от живота си работи като театровед към Министерството на просветата и културата (1959 – 1960), директор на Смолянския театър (1960 – 1961), редактор на филмовата програма в БНТ (1961 – 1963), изкуствовед към БНФ (1963 – 1967):с. 467. През 1988 г. защитава дисертация на тема „Пътят на Жан Реноар“. Преподава във ВИТИЗ история на киното. Там става доцент (1991) и професор (1995).
Тодор Андрейков почива на 19 януари 1997 година в София.
Документален филм за него прави режисьорът Коста Биков през 2014 г. Филмът е озаглавен „Гражданинът Кино“.

## Филмография
Като режисьор
- Неделните мачове (1975)

Като сценарист
- Неделните мачове (1975)

Като актьор
- Юдино желязо (1989) – фотограф
- Неделните мачове (1975) – човекът на стрелбището
- С дъх на бадеми (1967) – гост на Северинови (не е посочен в надписите на филма)